# کارشناسی ارشد روانشناسی
کارشناسی ارشد روان‌شناسی (اغلب به اختصار Psy. M. یا M.Psych.) فوق لیسانس در رشته روان‌شناسی است.

## استرالیا
در استرالیا، عنوان MPsych معمولاً با یک تخصص مرتبط است، مانند MPsych (بالینی) یا MPsych (مشاوره).

## فرانسه
در فرانسه، PsyM یک مدرک کارشناسی ارشد حرفه ای و/یا تحقیقاتی است و از طریق تعدادی از دانشگاه‌های مختلف ارائه می‌شود. PsyM یک تخصص در یکی از رشته‌های مختلف روانشناسی (عصب روان‌شناسی، آسیب‌شناسی روانی، روان‌شناسی شغلی، روان‌شناسی شغلی) در نظر گرفته می‌شود. . .).
یک PsyM حرفه ای برای دسترسی به عنوان روان‌شناس و تمرین در محیط‌های بالینی مورد نیاز است.
تمام دانشجویانی که وارد یک برنامه حرفه ای PsyM می‌شوند، ملزم به داشتن مدرک لیسانس شناخته شده در یک زمینه مرتبط هستند. PsyM یک دیپلم دو ساله است که در دوره خود یک دیپلم دانشگاهی ۵ ساله را اعطا می‌کند.

## آلمان
در آلمان، برای استفاده از «روانشناس» به عنوان عنوان حرفه ای، معادل مدرک آلمانی «دیپلم» یا «کارشناسی ارشد» در روان‌شناسی، گذراندن دوره تحصیلات عالی ۵ ساله در روانشناسی الزامی است.